# 海洋路 (高雄市)
海洋路（Haiyang Rd.）為高雄市鳳山區的東西向道路，起端為大明路，末端為凱旋路銜接國富路21巷，共分為二段，南京路為分段點。

## 行經行政區域
- 鳳山區

## 分段
海洋路共分為兩個部份：
- 海洋一路：西起於大明路口，東於南京路口接海洋二路。
- 海洋二路：西於南京路口接海洋一路，東止於凱旋路口接國富路21巷。

## 沿線設施
（由西至東）
- 海洋一路：
  - 7-Eleven大洋門市
  - 康是美超聯門市
  - 全聯福利中心鳳山海洋一店
  - 全家便利商店鳳山海洋店
- 海洋二路：
  - 遠傳電信鳳山南京加盟門市
  - 海洋夜市
  - 7-Eleven新新甲門市
  - 中華電信鳳山海洋特約服務中心
  - 全家便利商店鳳山凱旋店

## 相關連結
- 高雄市主要道路列表